# San Sebastián entre San Roque y San Pedro
San Sebastián entre San Roque y San Pedro es un fragmento de un fresco del artista italiano Perugino, perteneciente al periodo renacentista. Fue pintado alrededor de 1478 en la iglesia de Santa María Assunta en Cerqueto, Italia. Fue su primera representación de San Sebastián, un tema al que volvería con frecuencia. A la izquierda está San Roque y a la derecha San Pedro. 
Originalmente estaba fechado y firmado "PETRUS PERUSINUS P [INXIT] / [ANNO DOMINI] MCCCCLVIII" (Pedro de Perugia pintó [este] / Año de Nuestro Señor 1478). En 1478 regresó a Umbría después de un período en el estudio de Andrea del Verrocchio en Florencia. Comenzó a recibir importantes encargos, y su éxito no pasó desapercibido por el papa Sixto IV, quien lo convocó a Roma. Ese mismo año, la Cofradía de María Magdalena (confraternita della Maddalena) lo contrató para que pintara un ciclo de frescos en Cerqueto, cerca de Perugia: este es el único fragmento sobreviviente del ciclo. 